# Somalia na Letnich Igrzyskach Olimpijskich 2016
Somalię na Letnich Igrzyskach Olimpijskich 2016, które odbyły się w Rio de Janeiro, reprezentowało 2 zawodników.
Był to dziewiąty start reprezentacji Somalii na letnich igrzyskach olimpijskich.

## Reprezentanci

### Lekkoatletyka
Mężczyźni
| Zawodnik             | Konkurencja | Eliminacje | Eliminacje | Półfinał | Półfinał | Finał | Finał   |
| Zawodnik             | Konkurencja | Wynik      | Miejsce    | Wynik    | Miejsce  | Wynik | Miejsce |
| -------------------- | ----------- | ---------- | ---------- | -------- | -------- | ----- | ------- |
| Mohamed Daud Mohamed | 5000 m      | 14:57,84   | 24.        | n\a      | n\a      | NQ    | NQ      |

Kobiety
| Zawodniczka     | Konkurencja | Eliminacje | Eliminacje | Półfinał | Półfinał | Finał | Finał   |
| Zawodniczka     | Konkurencja | Wynik      | Miejsce    | Wynik    | Miejsce  | Wynik | Miejsce |
| --------------- | ----------- | ---------- | ---------- | -------- | -------- | ----- | ------- |
| Maryan Nuh Muse | 400 m       | 1:10,14    | 8.         | NQ       | NQ       | NQ    | NQ      |